# Посполітак Микола Корнійович
Микола Корнійович Посполіта́к (16 травня 1950, Полтава — 21 липня 2019, Полтава) — український графік, скульптор і дизайнер; член Спілки художників України з 1995 року.

## Біографія
Народився 16 травня 1950 року в місті Полтаві (нині Україна). Син скульптора Корнія Посполітака. 1973 року закінчив Харківський художньо-промисловий інститут де був учнем Валентина Сизикова, Любові Жуковської.
Протягом 1973—1990 років працював на Полтавському художньо-виробничому комбінаті, де у 1982—1988 роках обіймав посаду головного художника; у 1990—1992 роках працював методистом Полтавського обласного центру народної творчості; у 1992—1995 роках завідував Полтавським будинком самодіяльного мистецтва. Мешкав у Полтаві в будинку на вулиці Красіна, № 116, корпус № 1, квартира № 24. Помер у Полтаві 21 липня 2019 року.

## Творчість
Працював у галузях станкової і монументальної скульптури, графіи (плакат, ужиткова графіка, графіка малих форм), художнього оформлення інтер'єру та громадських будівель. Серед робіт:
станкова скульптура
- «Розвідувач надр» (1975, оргскло);
- «Урожай» (1976, оргскло);
- «Праматір аріїв» (2001);

декоративні рельєфи в Полтаві
- в будівлі телеграфно-телефонної станції (1975);
- в будинку управління «Нафтогаздобування» (1976);
- на навчальному корпусі електротехнічного технікуму (1978);

плакати
- «Виростили — зберемо без втрат» (1980);
- «Нехай не згасне життя прекрасне!» (1981);
- «Кожний день календарний — ударний» (1981);
- «На варті здоров'я, миру та гуманізму» (1985);
- «Варто лише смикнути» (1986);
- «Мир космосу — мир землі» (1986);
- «Прикрасимо рідну землю» (1986);

пам'ятники
- Тарасу Шевченку в селі Шедієвому (1989);
- кооператору і громадському діячеві Миколі Балліну на вулиці Щорса, № 77-а в Донецьку (2000);
- економісту Михайлу Туган-Барановському в Донецьку (2002);
- Тарасу Шевченку в місті Зінькові (2004);
- організатору Олімпійських ігор Олексію Бутовському в Полтаві (2005, архіиектор В. Шевченко);
- Івану Боровенському на вулиці Покровській, № 19 у Решетилівці (23 вересня 2010, архітектор О. В. Приходько, співавтор І. Л. Геращенко)[3];
- космонавту Георгію Береговому в селі Федорівці (2011);
- полтавському міському голові Анатолію Кукобі на вулиці Анатолія Кукоби в Полтаві (2012);
- Тарасу Шевченку в місті Гадячі (2013).

|                                  |                                  |                          |                            |                         |                                |
| пам'ятник М. Туган-Барановському | пам'ятник Т. Шевченку в Зінькові | пам'ятник О. Бутовському | пам'ятник І. Боровенському | пам'ятник Г. Береговому | пам'ятник Т. Шевченку в Гадячі |

меморіальні та анотаційні дошки
- музичному діячу Дмитру Ашхарумову (1993), бандуристу Володимиру Кабачку (1994) на будинку Полтавський коледжу мистецтв;
- конструктору-винахіднику авіаційного парашута Глібу Котельнікову у Полтаві (2000);
- Генеральному секретарю освіти періоду УНР Івану Стешенку в селі Великих Будищах (2008);
- літературознавцю Петру Ротачу в Полтаві (2009);
- художнику та архітектору Василю Кричевському на перетині вулиць Пилипа Орлика та Кричевського у Полтаві (24 листопада 2016)[4];
- актору Юрію Попову на вулиці Пушкіна, № 41/28 у Полтаві (10 листопада 2017)[5].

|                                 |                              |                                   |                             |                                   |
| меморіальна дошка Д. Ахшамурову | меморіальна дошка В. Кабачку | меморіальна дошка Г. Котельнікову | меморіальна дошка П. Ротачу | меморіальна дошка В. Кричевському |

Автор генерального проєкту оформлення Співочого поля імені Марусі Чурай у Полтаві (1986). 
Брав участь у мистецьких виставках у Харкові у 1970 році, Полтаві з 1975 року, Києві з 1978 року, Велико-Тирново у 1980 році.
Окремі роботи митця зберігаються в Полтавському краєзнавчому музеї, Великосорочинському літературно-меморіальному музеї Миколи Гоголя, Вовчицькому краєзнавчому музеї.